# Claus Peter Hildenbrand
Claus Peter Hildenbrand (* 18. Januar 1964) ist ein deutscher Kameramann.
Claus Peter Hildenbrand ist seit Ende der 1990er Jahre als Kameramann tätig. Bei den RTL-Serien Der Clown und Alarm für Cobra 11 war er als Filmer der Action-Szenen zuständig.

## Filmografie (Auswahl)
- 1998–2001: Der Clown (Fernsehserie, 24 Folgen)
- 2000–2007: Alarm für Cobra 11 – Die Autobahnpolizei (Fernsehserie, 17 Folgen)
- 2001: Ein Vater zum Verlieben
- 2002–2005: Der Pfundskerl (Fernsehserie, 6 Folgen)
- 2005–2013: Das Traumhotel (Fernsehserie, 8 Folgen)
- 2008: Insel des Lichts
- 2009: Die Lebenslüge
- 2009: Alle Sehnsucht dieser Erde
- 2010: Wer zu lieben wagt
- 2010: Die Liebe kommt mit dem Christkind
- 2011: Im Fluss des Lebens